# セルジオ・ミミカ＝ゲッザン
セルジオ・ミミカ＝ゲッザン（Sergio Mimica-Gezzan, 1956年5月2日 - ）は、クロアチア出身でアメリカ合衆国で活動する映画及びテレビの監督である。父親は映画監督のヴァトロスラフ・ミミカである。

## キャリア
1960年代より子役を務める。
1980年代からは助監督としての活動を始め、スティーヴン・スピルバーグ監督映画などへ参加し、全米監督協会賞を3度獲得した。
2000年代からはテレビシリーズのエピソードを監督するようになり、『GALACTICA/ギャラクティカ』、『HEROES』、『ダークエイジ・ロマン 大聖堂』、『Invasion -インベイジョン-』、『プリズン・ブレイク』、『女捜査官グレイス 〜 天使の保護観察中』、『ターミネーター サラ・コナー・クロニクルズ』、『フォーリング スカイズ』、『アンダー・ザ・ドーム』、『ザ・ラスト・シップ』などへ参加した。